# Come On, Rangers
Come On, Rangers è un film del 1938 diretto da Joseph Kane.
È un film western statunitense con Roy Rogers, Lynne Roberts e Raymond Hatton.

## Produzione
Il film, diretto da Joseph Kane su una sceneggiatura di Gerald Geraghty e Jack Natteford, fu prodotto da Charles E. Ford per la Republic Pictures e girato nell'Iverson Ranch a Chatsworth e a Kernville in California nell'ottobre del 1938.

### Colonna sonora
- Song of the West e Let Me Hum a Western Song, parole e musica di Eddie Cherkose e Walter King
- I've Learned About Women, parole e musica di Johnny Marvin
- Tenting on the Old Camp Ground, parole e musica di Walter Kittredge.[1]

## Distribuzione
Il film fu distribuito negli Stati Uniti dal 21 novembre 1938 al cinema dalla Republic Pictures. È stato distribuito anche in Brasile con il titolo Volte para o Rancho.